# Ка Моника-Пасквали (Парма)
Ка Моника-Пасквали је насеље у Италији у округу Парма, региону Емилија-Ромања.
Према процени из 2011. у насељу је живело 25 становника. Насеље се налази на надморској висини од 375 м.